# 天主教蒂米什瓦拉教區
天主教蒂米什瓦拉教區（拉丁語：Dioecesis Timisoarensis）是羅馬尼亞一個羅馬天主教教區。屬布加勒斯特總教區。面積24,755平方公里，2004年有教友168,000人、73個堂區、91名司鐸。
歷史上屬喬納德教區，直至1923年2月17日建宗座署理區。1930年6月5日升為教區。現任主教為瑪爾定·羅斯。